# Ronchi Isa
Ramez Jorge "Ronchi"  Isa (17 octobre 1917 à Willemstad - 17 mars 2005 dans la même ville) est un homme politique curacien, Premier ministre des Antilles néerlandaises à deux reprises en 1971 puis de 1972 à 1973. Il est le premier curacien d'ascendance libanaise à occuper ce poste.

## Biographie
Ramez Jorge Isa est né le 17 octobre 1917 à Willemstad de parents libanais. Il obtient son MULO (nl) au Collège Saint-Thomas. En 1944, après l'obtention de son diplôme, il s'établit comme avocat à Curaçao.  Il est l'un des fondateur du Parti démocratique avec Efraïn Jonckheer et Ciro Kroon.